# Епископ вршачки Никола
Никола Димитријевић (умро 27. јуна 1744, Темишвар) био је православни епископ у епархијама Вршачкој (1725-1728) и Темишварској (1728-1744), које су припадале Карловачкој митрополији, тада још увек под омофором обновљене Српске патријаршије.

## Биографија
Никола Димитријевић родом је из Херцеговине. Био је монах манастира Пећке патријаршије.
Пре избора за епископа био је егзарх митрополита београдско-карловачког. За епископа Вршачког (Карансебешког) изабран је и посвећен 4. децембра 1725. године у Сремским Карловцима. Положио је заклетву 15. августа 1726. године. У грамати о посвећењу, издатој тек 14. фебруара 1727. године, стоји да су га за епископа посветили митрополит Мојсије Петровић, уз саслужење епископа: будимског Михаила Милошевића, темишварског Јоаникија Милосављевића, ваљевског Доситеја Николића, славонског Никифора Стефановића, костајничко-зринопољског Никанора Димитријевића, бачког Софронија Томашевића и бившег печујско-мохачког Никанора Мелентијевића. Премештен је 21. априла 1728. године из Вршачке у Темишварску епархију, за епископа.
Димитријевић је два пута администрирао Београдско-карловачком митрополијом: у лето 1730. и 1736-1737. године. Приликом избора новог митрополита у пролеће 1731. године, Никола Димитријевић је важио за кандидата бечког двора, насупрот митрополитовог егзарха Вићентија Јовановића, кога су подржавали остали епископи, световни чланови Сабора, као и утицајни фрушкогорски монаси. Када је по други пут постао администратор, био је неканонски постављен, што је изазвало сукобе и поделе међу вишим клиром. Наиме, још за живота Вићентија Јовановића 1736. године од стране бечког двора је постављен за његовог помоћника - коадјутора, иако су остали епископи за ту функцију предложили будимског епископа Василија Димитријевића. Односи епископа Николаја и митрополита Вићентија Јовановића изглађени су пред митрополитову смрт.
У време његовог управљања темишварском епархијом десило се коначно протеривање Турака из Баната. Епископ Никола је активно учествовао у обавештавању аустријских власти, као и патријарха Арсенија Јовановића Шакабенте о кретању турских трупа.
Из сачуваних писама епископа Николаја види се да је водио рачуна о сирочади свештеника и да их је материјално помагао. Као епископ се трудио да заведе ред у нижем свештенству, опомињући и кажњавајући непослушне свештенике, нарочито оне који су од верника тражили веће материјалне награде за извршене обреде. У својој епархији је 29. августа 1728. године објавио Правила за свештенике митрополита Мојсија Петровића, којима су регулисане обавезе парохијских свештеника по питању венчања, сахрана, даћа, тестамената и слично. Више пута је писао свештеницима да се у црквама прочита његова наредба о забрани примања "лутајућих" калуђера који се прикупљали милостињу за поједине манастире у Турској, јер се уверио да међу њима има и превараната.
У јесен 1741. године, док је био одсутан, непознати починиоци су запалили његов владичански двор у Темишвару. Епископ Никола је Дворском ратном савету поднео тужбу против извесног Дежана, бившег саветника темишварске администрације, оптуживши га да је запалио саборну цркву и владичански двор упркос стриктној наредби генерала Најперга да то не чини. Дежан се бранио да је цркву и двор спалио због куге.
Иако је био динамичног карактера, помало пргав, и често у сукобу са осталим епископима, владика Николај је до краја стекао њихове симпатије, због активног архипастирског рада у својој епархији. То се види из тестамената епископа костајничко-зринопољског Стефана Љубибратића и сигетско-мохачког Максима Гавриловића, који му остављају у наслеђе одређене драгоцености.
Умро је као темишварски владика 25. јуна 1744. године. Сахрањен је у манастиру Бездин.